# Емільянув (Ґостинінський повіт)
Емільянув (пол. Emilianów) — село в Польщі, у гміні Гостинін Ґостинінського повіту Мазовецького воєводства.
Населення — 173 особи (2011).
У 1975-1998 роках село належало до Плоцького воєводства.

## Демографія
Демографічна структура станом на 31 березня 2011 року:
|          | Загалом | Допрацездатний вік | Працездатний вік | Постпрацездатний вік |
| -------- | ------- | ------------------ | ---------------- | -------------------- |
| Чоловіки | 85      | 13                 | 59               | 13                   |
| Жінки    | 88      | 15                 | 46               | 27                   |
| Разом    | 173     | 28                 | 105              | 40                   |